# Hemioplisis panamaria
Hemioplisis panamaria là một loài bướm đêm trong họ Geometridae.